# Es ist ein Ros entsprungen (Sandström)
Es ist ein Ros entsprungen (Det är en ros utsprungen, Una rosa ha brotado) es la adaptación musical del cuento de Navidad Es ist ein Ros entsprungen para dos coros a capela por el compositor sueco Jan Sandström. La obra de 1990, que incorpora la armonización por Praetorius, es uno de sus composiciones más importantes, junto con su Concierto para trombón n.º 1, el Motorbike Concerto.

## Composición
Jan Sandström compuso la obra en 1990, un año después del éxito de su Motorbike Concerto. Sandström partió del villancico para SATB Es ist ein Ros entsprungen de Michael Praetorius (1609) y, realizó un arreglo en versión lenta para coro a capela a ocho voces. El Coro I consta de cuatro voces solistas que cantan la armonía original de Praetorius. El Coro II en ocho partes se canta con la boca cerrada. La manera de combinar un coral como un cantus firmus con diferente material musical es similar a los preludios de coral, pero en este caso el cantus firmus es citado no sólo en la melodía, pero una plena armonización, y el contraste de la música se da a las voces. Su tarareo hace la obra adecuada para la presentación internacional.